# 普桑特·阿格拉瓦爾
普桑特·阿格拉瓦爾（1973年5月15日—），又译普桑特·阿格拉瓦、普拉尚特·阿格拉瓦尔，印度外交官，現任印度駐寮國大使，曾任印度駐納米比亞高級專員、印度駐香港和澳門總領事。

## 经历
普桑特·阿格拉瓦爾生於1973年5月15日，畢業於印度理工學院坎普尔校区。
1998年加入印度外事服務部。他曾在印度駐巴黎（2000年至2003年）、路易港（2003年至2006年）的使團中服務，並在2009年至2014年间担任印度驻曼谷使团副團長和印度常駐聯合國亞洲及太平洋經濟社會委員會的副代表。2014年至2016年，担任印度駐香港特別行政區和澳門特別行政區總領事。
在印度外交部，阿格拉瓦尔於2006年至2007年间處理美國事務，2008年至2009年间處理尼泊爾事務。2007至2008年，在印度聯兵協會擔任高級研究員，研究“印度和中國能源安全方法的比較分析”。201至2018年期間，他在印度外交部發展夥伴關係-I部門擔任聯秘，負責實施印度向合作國家提供的所有信用額度组合，在此之前，他還擔任過南亞區域合作聯盟和孟加拉湾多部门技术和经济合作倡议區域合作的聯秘。
2018年8月21日，阿格拉瓦爾被任命爲印度駐納米比亞高級專員大使。2018年11月16日至2023年2月26日擔任印度駐納米比亞高級專員。2023年2月，阿格拉瓦爾被任命爲印度駐寮國大使。2月28日，抵達萬象履新。